# Lonny Baxter
Lonny Leroy Baxter  (* 27. Januar 1979 in Silver Spring, Maryland) ist ein ehemaliger US-amerikanischer Basketballspieler.

## Karriere als Spieler

### USA (1997–2006)
Baxter spielte von 1998 bis 2002 für das Team der University of Maryland, College Park, mit dem er 2002 die NCAA Division I Basketball Championship gewann. Ein Jahr zuvor hatte er mit der Auswahl der besten Collegespieler der Vereinigten Staaten bei der Universiade 2001 in Peking den dritten Platz belegt und die Bronzemedaille gewonnen.
Nach dem Sieg in der NCAA-Meisterschaft war seine vierjährige Collegekarriere beendet und im NBA-Draft 2002 wurde er in der zweiten Runde von den Chicago Bulls ausgewählt. Ein Jahr später wechselte er im Dezember 2003 zu Toronto Raptors. Ende Februar 2004 wurde er bereits wieder entlassen und anschließend bis Saisonende durch die Washington Wizards verpflichtet. Im Expansion-Draft wurde er durch die Charlotte Bobcats ausgewählt, stand aber vor Saisonbeginn als Free Agent im Kader der Atlanta Hawks.
Nachdem er aus dem Saisonkader der Hawks flog, hatte er im Dezember 2004 ein zweiwöchiges Engagement bei den New Orleans Hornets. Für den Rest der Spielzeit 2004/05 unterschrieb er dann erstmals einen Vertrag in Europa beim griechischen Serienmeister Panathinaikos aus Athen, mit dem er auch das griechische Double 2005 gewann. Im höchsten europäischen Vereinswettbewerb EuroLeague 2004/05 wurde er beim Final-Four-Turnier nur im Spiel um den dritten Platz eingesetzt. Nachdem man zuvor das Halbfinale gegen den Titelverteidiger und später erneuten Titelträger Maccabi Tel Aviv verloren hatte, gewann man das Spiel um den dritten Platz gegen Gastgeber PBK ZSKA Moskau knapp nach Verlängerung.
Für die Saison 2005/06 unterschrieb er als Free Agent erneut in der NBA bei den Houston Rockets. Jedoch schon im Februar 2006 wurde er zu den Charlotte Bobcats transferiert, die ihn dann auch tatsächlich einsetzten, nachdem sie ihre Rechte nach dem Expansion-Draft eine Spielzeit zuvor nicht wahrgenommen hatten.
Im August 2006 fiel Baxter jedoch wegen Schüssen in die Luft in der Nähe des Weißen Hauses auf und wurde zu 60 Tagen Gefängnis verurteilt.

### Europa (seit 2006)
Nach diesen Ereignissen ging Baxter endgültig nach Europa. Sein zuvor bereits geschlossener Vertrag mit dem italienischen Verein Montepaschi aus Siena lebte ab November 2006 wieder auf und er wurde 2007 mit diesem Verein italienischer Meister.
In der folgenden Spielzeit unterschrieb er nach dem Verbüßen einer zweiten Gefängnisstrafe wegen Verstößen gegen Waffengesetze im Zusammenhang mit dem Versand von Schusswaffen Mitte November 2007 einen Vertrag bei Joventut aus dem katalanischen Badalona und spielte zusammen mit seinem Landsmann Demond Mallet sowie dem Deutschen Jan-Hendrik Jagla und der damaligen Nachwuchshoffnung Ricky Rubio.
Anfang Februar 2008 löste er diesen Vertrag und wechselte zu Panionios aus Athen zurück in die griechische A1 Ethniki. Damit verpasste er den Titelgewinn von Joventut im spanischen Pokalwettbewerb „Copa del Rey“ am darauffolgenden Wochenende sowie im zweitwichtigsten europäischen Vereinswettbewerb ULEB Cup zwei Monate später.
Bei Panionios verlor er die Halbfinal-Play-offs in der griechischen Meisterschaft 2008 gegen seinen Ex-Verein Panathinaikos; in der folgenden Spielzeit 2008/09 schied man dann bereits eine Runde früher aus.
In der Spielzeit 2009/10 spielte er in der Türkiye Basketbol Ligi für Beşiktaş Cola Turka in Istanbul. Die Mannschaft schied in der türkischen Meisterschaft in den Halbfinal-Playoffs aus, während Baxter nur einen Teil der Meisterschaftsspiele mitwirken konnte und sich anschließend in einem Rechtsstreit über vermeintlich ausstehende Gehaltszahlungen befand.
Von 2010 bis 2012 spielte Baxter in der russischen PB-Liga für Jenissei Krasnojarsk. Hier wurde er in der Saison 2010/2011 in das PBL Second Team gewählt.

## Auszeichnungen und Erfolge

### Mit der Mannschaft
- Bronzemedaille Universiade: 2001
- NCAA Division I Basketball Championship: 2002
- Sieger des griechischen Pokals: 2005
- Sieger der griechischen Meisterschaft: 2005
- Dritter Platz EuroLeague: 2005
- Sieger der italienischen Meisterschaft: 2007

### Persönliche Auszeichnungen
- Mitglied des All-ACC 1st Team der Saison 1999/2000 und 2000/01.
- Mitglied des All-ACC 2nd Team der Saison 2001/02
- Mitglied des PBL 2nd Team der Saison 2010/2011 in der PBL.